# 호세 라울 카파블랑카

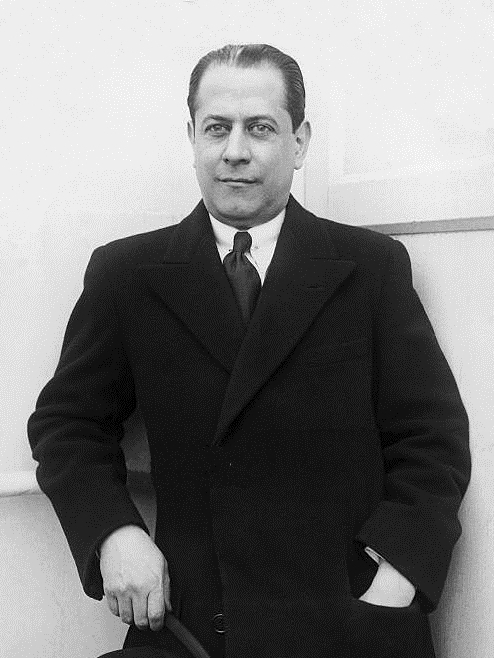

호세 라울 카파블랑카(José Raúl Capablanca, 1888년 11월 19일 ~ 1942년 3월 8일)는 1921년부터 1927년까지 세계 체스 챔피언이었던 쿠바의 체스 선수이다.
체스 세계에서 그의 뛰어난 활약으로 인해 인간 체스 기계(Human Chess Machine)라는 별명을 얻었다.
카파블랑카 체스를 고안한 업적으로도 알려져있다.